# باکلان دماغه
باکلان دماغه (نام علمی: Phalacrocorax capensis) نام یک گونه از سرده باکلانان است.